# Saint-Léomer
Saint-Léomer és un municipi francès situat al departament de la Viena i a la regió de la Nova Aquitània. L'any 2007 tenia 178 habitants.

## Demografia

### Població
El 2007 la població de fet de Saint-Léomer era de 178 persones. Hi havia 82 famílies de les quals 20 eren unipersonals (8 homes vivint sols i 12 dones vivint soles), 39 parelles sense fills, 19 parelles amb fills i 4 famílies monoparentals amb fills.
La població ha evolucionat segons el següent gràfic:
Habitants censats

### Habitatges
El 2007 hi havia 125 habitatges, 80 eren l'habitatge principal de la família, 27 eren segones residències i 19 estaven desocupats. 123 eren cases i 2 eren apartaments. Dels 80 habitatges principals, 66 estaven ocupats pels seus propietaris, 13 estaven llogats i ocupats pels llogaters i 2 estaven cedits a títol gratuït; 10 tenien dues cambres, 11 en tenien tres, 17 en tenien quatre i 42 en tenien cinc o més. 60 habitatges disposaven pel capbaix d'una plaça de pàrquing. A 42 habitatges hi havia un automòbil i a 33 n'hi havia dos o més.

### Piràmide de població
La piràmide de població per edats i sexe el 2009 era:
| Homes | Edats   | Dones |
| ----- | ------- | ----- |
| 0     | 95 o +  | 0     |
| 0     | 90 a 94 | 0     |
| 4     | 85 a 89 | 16    |
| 4     | 80 a 84 | 0     |
| 4     | 75 a 79 | 8     |
| 4     | 70 a 74 | 4     |
| 4     | 65 a 69 | 4     |
| 4     | 60 a 64 | 4     |
| 4     | 55 a 59 | 8     |
| 4     | 50 a 54 | 8     |
| 4     | 45 a 49 | 0     |
| 12    | 40 a 44 | 8     |
| 0     | 35 a 39 | 12    |
| 4     | 30 a 34 | 12    |
| 8     | 25 a 29 | 0     |
| 4     | 20 a 24 | 4     |
| 0     | 15 a 19 | 8     |
| 8     | 10 a 14 | 0     |
| 16    | 5 a 9   | 8     |
| 8     | 0 a 4   | 4     |

## Economia
El 2007 la població en edat de treballar era de 114 persones, 78 eren actives i 36 eren inactives. De les 78 persones actives 75 estaven ocupades (39 homes i 36 dones) i 3 estaven aturades (3 dones i 3 dones). De les 36 persones inactives 15 estaven jubilades, 9 estaven estudiant i 12 estaven classificades com a «altres inactius».

### Ingressos
El 2009 a Saint-Léomer hi havia 88 unitats fiscals que integraven 180 persones, la mediana anual d'ingressos fiscals per persona era de 14.199,5 €.

### Activitats econòmiques
Els 2 establiments que hi havia el 2007 eren d'empreses de serveis.
L'any 2000 a Saint-Léomer hi havia 15 explotacions agrícoles que ocupaven un total de 1.540 hectàrees.

## Poblacions més properes
El següent diagrama mostra les poblacions més properes.